# Hải Bảo
Hải Bảo (giản thể: 海宝; phồn thể: 海寶), có nghĩa là "viên ngọc của biển", là linh vật của Expo 2010, được tổ chức tại thành phố Thượng Hải, Trung Quốc từ ngày 1 tháng 5 đến ngày 31 tháng 10 năm 2010.

## Ý nghĩa

Chữ 人 trong triện thư

"Hải (海)" có nghĩa là biển trong tiếng Trung được ghi theo tên của thành phố đăng cai và "Bảo (宝,寶)" có nghĩa là kho báu. Hình dáng của nó có hình chữ Hán "Nhân (人)" (có nghĩa là con người). Hải Bảo do nhà thiết kế Đài Loan Vu Vĩnh Kiên (巫永堅) thiết kế và được sử dụng làm linh vật chính thức của World Expo vào ngày 18 tháng 12 năm 2007. Haibao đã được chọn trong số 26.655 tác phẩm dự tuyển đến từ 21 quốc gia và khu vực như một phần của cuộc thi quốc tế.

## Điểm tương đồng với Gumby
Đôi khi người ta chỉ ra rằng Hải Bảo trông giống Gumby, nhân vật hình người làm bằng đất sét màu xanh lá cây được chiếu trên truyền hình Mỹ từ thập niên 1950–1960. Ban thư ký của Expo cho biết đây là thiết kế nguyên bản và họ chưa bao giờ nghe nói đến Gumby.